# 波音717
波音717是美國波音公司生產的雙引擎窄體噴射客機，原先由麥道研發並名為MD-95，是DC-9系列一款設計給100人座級距市場的後繼型號。麥道在1995年10月接到來自瓦盧傑航空的第一張訂單，但在客機生產前麥道於1997年被併入波音公司，首架客機於1999年10月以波音717為名正式投入服務。
波音717最高載客量為134人，航程達3,820公里（2,060海里），採用兩具勞斯萊斯BR715引擎。波音在2006年5月停止了717的生產，結束了原麦道長灘工廠組裝客機的長久歷史。

## 歷史
在1983年起美國的開放天空法案影響下，麥道公司認為市場上對100人座的噴射客機會有大量需求，於是提出將DC-9縮短機身的方案，名為DC-9-90，載客量為117人；但DC-9-90的計劃因1980年代初的經濟衰退而推遲。在1991年的巴黎航空展上，麥道與普惠共同簽署一份備忘錄，開發105人座縮短機身版本的MD-80，名為MD-87-105，隨後改名為MD-95。在1995年，美國的瓦盧傑航空（ValueJet，即後來的穿越航空）宣佈訂購50架MD-95加上50架選擇權。
1997年，麥道被波音併購後，業界認為MD-95的計劃將會取消。然而波音卻宣布繼續MD-95的計劃，並且將其改名為波音717。
在九一一恐怖襲擊事件之後，空中旅行受到衝擊，波音宣佈重新檢討717飛機的未來計畫。在審慎的考量與討論之後，該計畫得以存續。儘管當時訂單的狀況不盡理想，波音對717仍深具信心。其中之原因在於波音相信717非常合適100人座區間市場，並深信其市場前景看好。此外，當時，麥道公司已經在加州長灘（Long Beach）設有717專用的生產工廠。

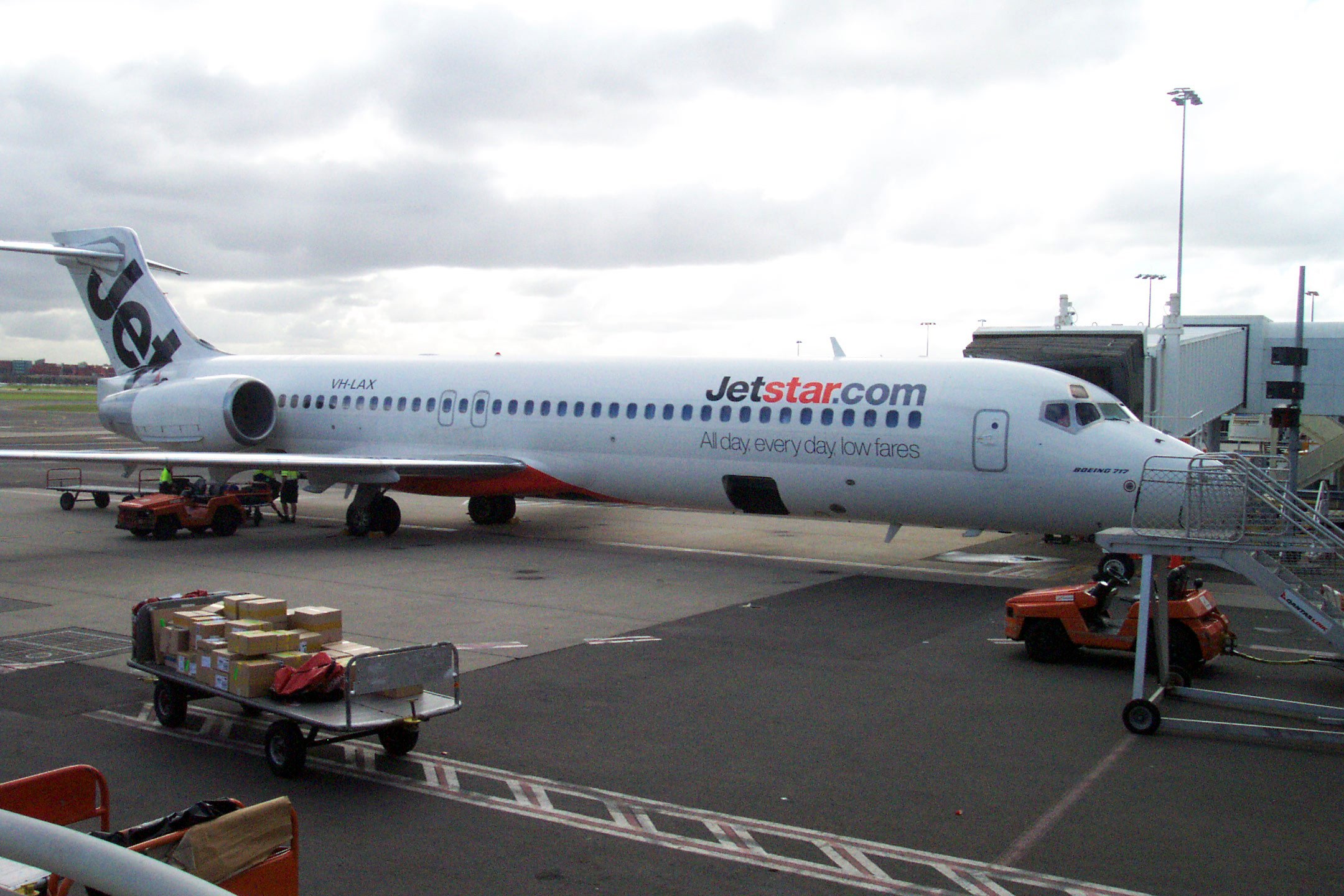
一架停放在澳大利亚悉尼國際機場的捷星航空717客機

時間證明了波音公司此一睿智的決定。最早使用717的航空公司對於該款飛機的可靠度相當滿意，乘客也偏好該型飛機，於是航空公司下了更多的訂單。在隨後的幾個月，717更加受到肯定。與BAe 146相較，717更加寬敞，有較高的航速及較低的營運成本，還有極高的派遣可靠度與低廉的維修成本。 舉例來說，717每6000飛行小時需要一次費時3天的C级检修，但舊型的DC-9每次的C级检修則需要21天；而配置在717上新型的勞斯萊斯BR715涡轮风扇发动机，最多只需要1個小時的零件換時間（其中2/3的零件只需15分鐘的更換時間）。
雖然717主要承襲DC-9/MD-80，但最大的不同是717配備电传操纵系统，機上配備的勞斯萊斯BR715型涡轮风扇发动机，完全由貝宜系統公司的電子控制系統所操控（FADEC - Full Authority Digital Engine Control），該電子控制系統來自於該公司改良前一代控制系統，加強操控能力而來。波音717僅需兩名機師飛行，在與MD-11共用設計的駕駛艙中，配備有六組整合式的液晶顯示器與先進的Honeywell VIA 2000電腦。座艙面板設置一組電子儀器控制系統，兩組飛行管理系統，一組故障顯示系統，與一組全球定位系統。此外，航空公司還可以選購第三類儀器（CAT III）自動進場落地系統。
在當時，717的優異表現使航空公司更加喜愛該機型，因而下了更多的訂單。例如，澳洲航空、夏威夷航空、中西航空。
波音也對許多大型的航空空司積極地推銷717飛機，其中包括德國漢莎航空與美國西北航空，儘管該時西北航空已擁有為數不少的DC-9客機。波音公司甚至曾考慮將717機身加長，改造為717-300型，以搭載更多旅客，但擔心717-300會侵蝕737-700型的市場而作罷。該時，波音認為100人座區間市場的利潤足以支撐717，737-600與新一代小型737客機三種產品。雖然這些機型機體大小相近，但波音認為，737-600（與空中巴士A318）適合長程航線，而重量較輕的717則適合短程的區間航線。
在2001年以前，100人座區間飛機的銷售市場競爭激烈，但之後幾個潛在的競爭者紛紛消失。BAe取消了RJX計畫，該計畫是將BAe 146重新配備更先進的引擎。費爾柴德—多尼爾（Fairchild Dornier）則是取消了728/928的計畫。龐巴迪則是取消了全新的BRJ機型計畫，而改以較保守的更新90人座CRJ機型的計畫。而中國大陸曾計劃與空中巴士合作生產的一款100人座、稱為「AE-100」型的噴射客機，亦因為717的出現而無疾而終。市場上的競爭者只剩波音717，空中巴士（Airbus）的A318，與巴西航空工業的EMB 195。在當時全球各航空公司區間航線的機隊主要由高機齡的雙引擎客機組成，其營運成本偏高，特別是DC-9，舊型的737與福克100。
在2001年，針對717與737，波音開始採用移動式的生產線，此生產方式有效地降低了製造的時間，因而降低了生產的成本。
在2000年，波音717獲得19筆訂單，2001年則是6筆。在2002年，儘管景氣蕭條，波音仍成功獲得32筆訂單。

### 停產
717的銷售業績低迷，波音公司在2005年1月宣布出清手上所有的717訂單，从波音公司传出的消息指出，停產的原因在於產量太低。
717將宣布停產前，早在過去幾年，面對來自其他兩家區間客機製造商龐巴迪航太公司與巴西航空工業的競爭，波音已經失去相當多的訂單。例如，在2003年12月，當時加拿大航空購買新的區間客機，在717、巴西航空工業E系列與CRJ之間，加拿大航空選擇購買後兩者，讓波音痛失美金2.7億元的訂單。
717的設計源自MD-80/MD-90系列客機，這些都屬於大型客機。雖然其被設計成百人座客機，但其操作及運作成本跟大型客機縮短沒兩樣，算不上是支線客機。雖然其投產後銷路不俗，可是隨著市場上越來越多真正為支線市場而生產的支線客機後，717比上（如波音737、空巴A320）航程及載客量不足；比下（龐巴廸CRJ200、CRJ900、巴西航空工業E195）營運成本高，在市場上自然處於劣勢，然而這還不是最大的問題。
717所面對最大的問題，是與波音其他機型並沒有共通性。飛機製造商往往會考慮將不同機型的飛機，使用共同的駕駛艙配置或系統配置。Embraer在該公司的四種新機系列中，採用的這樣的做法，其中，更刻意將此一系列的操作方式，設計得與717十分相近。
717的驾驶舱设计基于麦道MD-11，不仅與其他的波音機型沒有共通性，就連其前代的機型MD-80與DC-9也沒有。對航空公司而言，班機共通性最大的好處，是可以降低營運的成本。例如，機師只需接受短期的機型轉換訓練（例如一天），即可操作通用駕駛艙系統的其他的機型。空中巴士公司便將此概念大量應用在該公司生產的飛機上。如A320窄體單走道客機，便與A318，A319與A321為同一系列，之間具有很高的共通性，儘管717的操作成本比A318省下10%，但航空公司仍認為機隊中機型的共通性，可以省下更多的成本。又如波音公司也將此一概念發揮在737-600、737-700、737-800與737-900。
717波音共生產了156架，在2006年4月，最後一架717客機於長灘廠房出廠，並交付穿越航空。最後兩部717同年5月23日分別交付予穿越航空及中西航空。波音717是波音公司在南加州長灘廠房，所製造的最後一款的固定翼商用客機。

## 使用者

### 現時服役

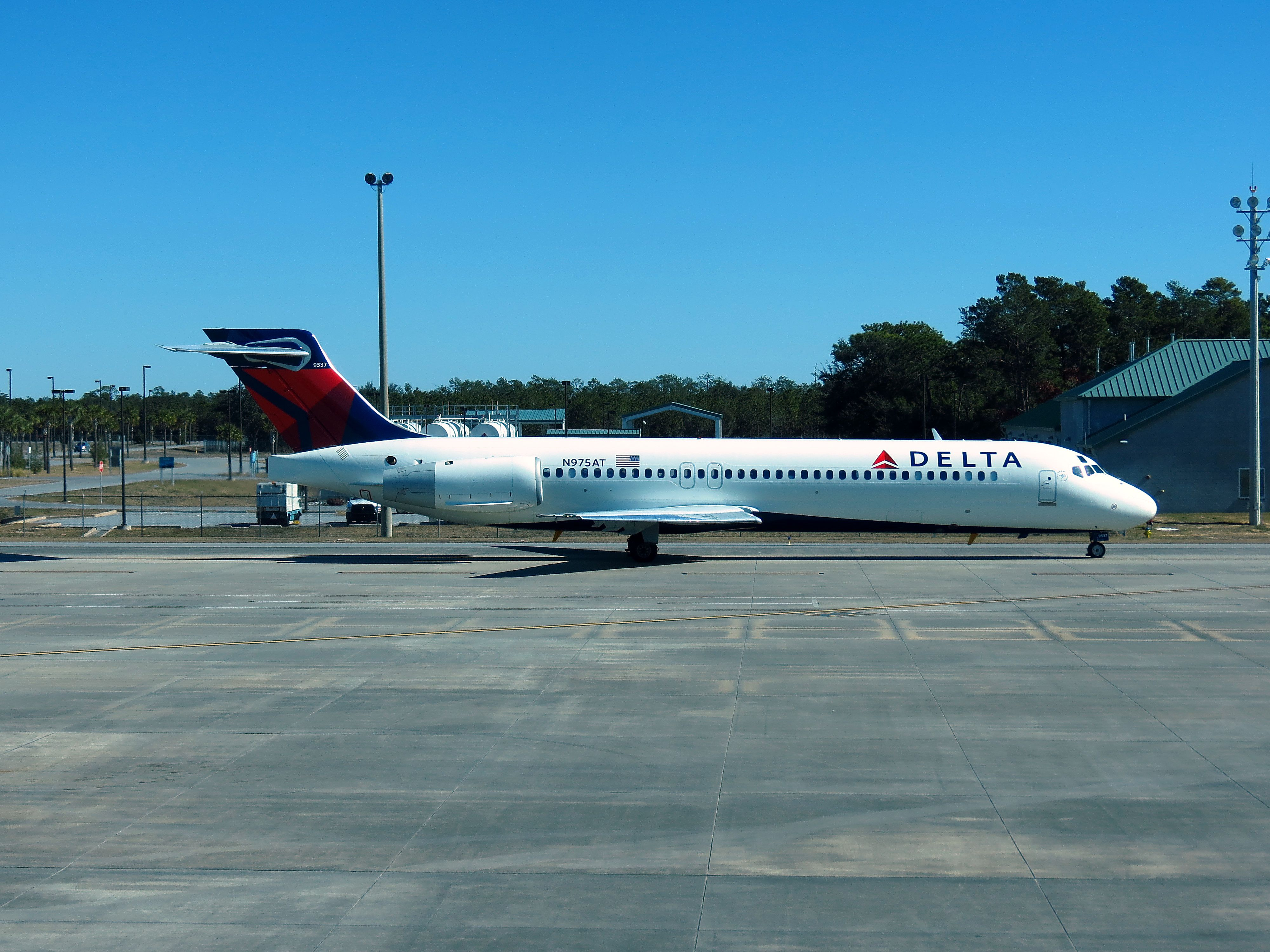
达美航空的波音717（2014年）

截止2025年6月：
 美国
- 夏威夷航空（19）
- 達美航空（80）

### 過去曾經服役的航空公司

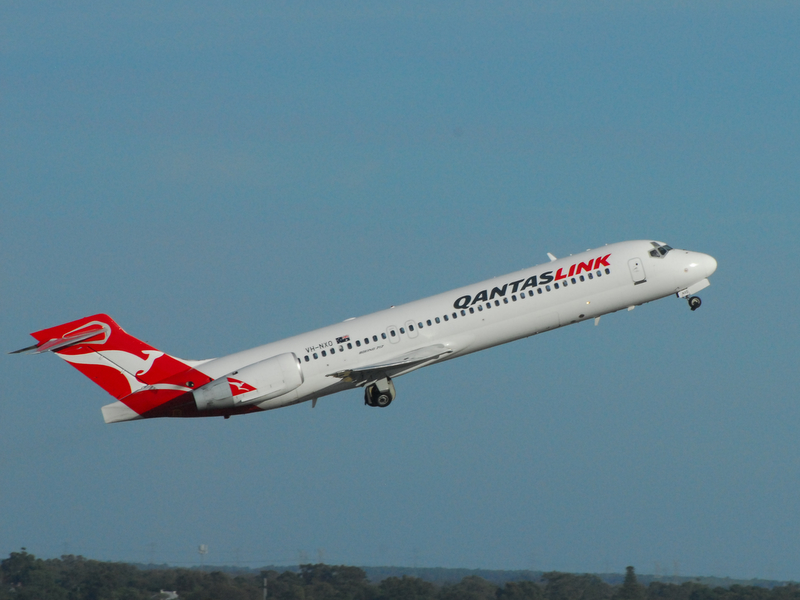
澳洲連接航空波音717在珀斯機場起飛（2007年）

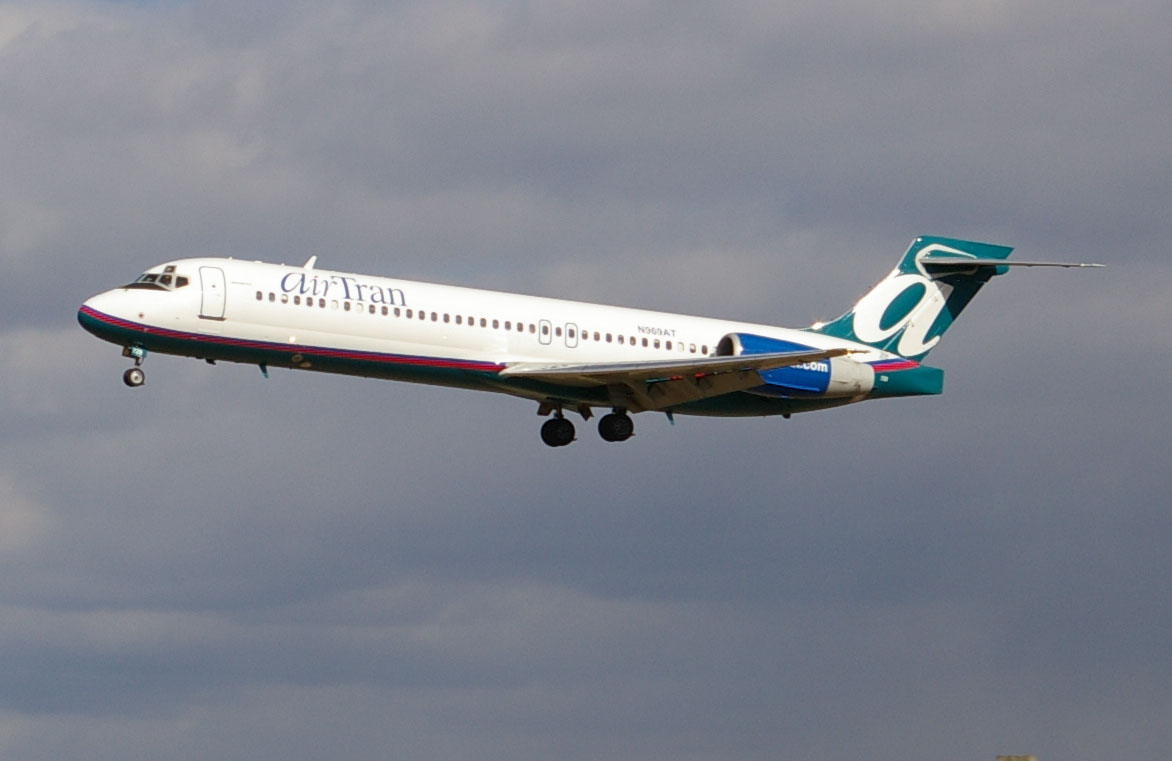
穿越航空波音717

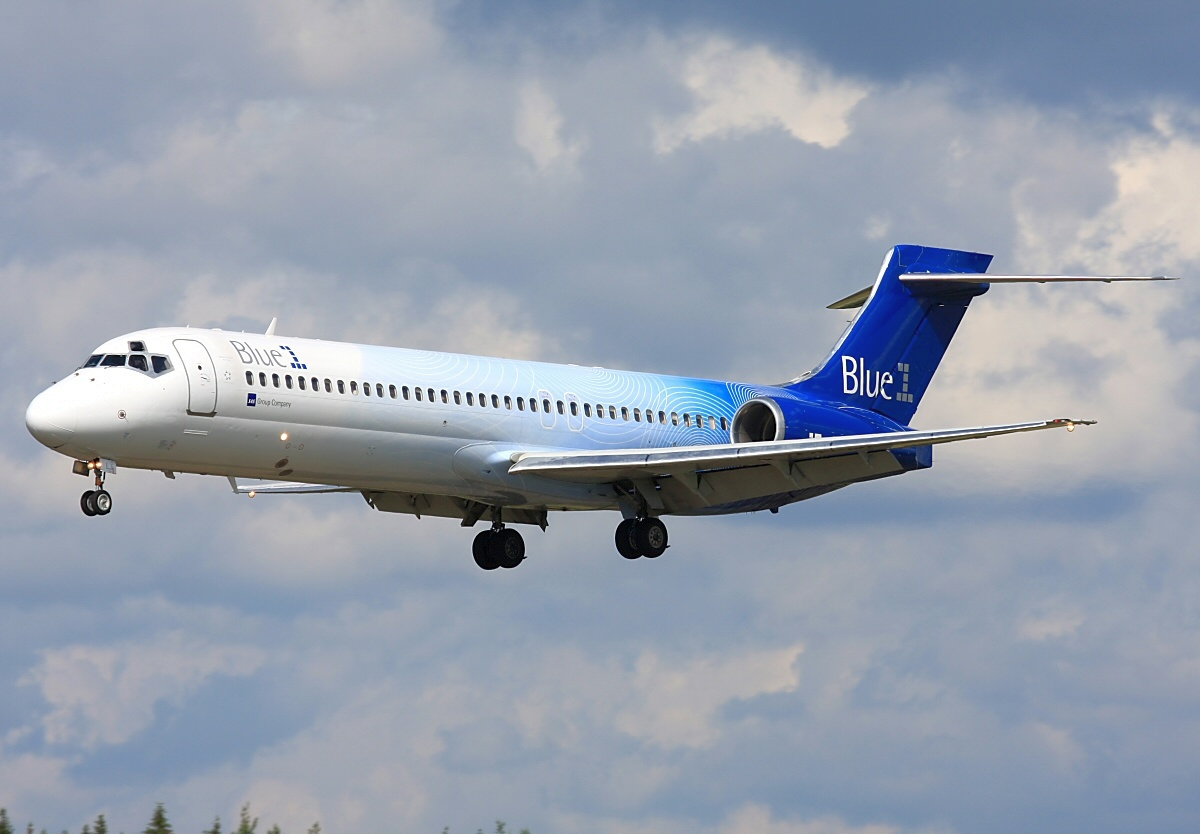
蓝天航空的波音717在斯德哥爾摩－阿蘭達機場(2012年)

- 衝激航空（英语：Impulse Airlines）（7）– 後來收購被澳洲航空使用
- 捷星航空（14）–由Air Connect乾租回來，然後把空中巴士A320轉讓給捷星航空。
- 澳洲连接航空（23）–由澳洲科巴姆航空服務（英语：Cobham Aviation Services Australia）运营，于2024年10月退役[4]

 西班牙
- 量子航空（5）
- 维罗提航空（14）[5]

 芬兰
- 藍天航空（9）[6]

 希腊
- 奧林匹克航空（3）

 墨西哥
- MexicanaClick（英语：MexicanaClick）（19）[7]

 泰國
- 曼谷航空（3）

- 土庫曼斯坦航空（7）[6]

 美国
- 環球航空 – 訂講了50架，接受了30架，之後售賣給美國航空，但是卻售賣給穿越航空。
- 美國航空（28）
- 中西航空（英语：Midwest Airlines）（25）[8]
- 穿越航空（88）- 在2012年3月1日，穿越航空88架飛機全数卖给給达美航空。

## 性能規格
|              | 717-200 基本總重                    | 717-200 高總重                      |
| ------------ | ----------------------------------- | ----------------------------------- |
| 座位數       | 106（二級） 117（一級）             | 106（二級） 117（一級）             |
| 長度         | 37.8公尺                            | 37.8公尺                            |
| 翼展         | 28.47公尺                           | 28.47公尺                           |
| 尾翼高度     | 8.92公尺                            | 8.92公尺                            |
| 座艙寬（外） | 334.2厘米                           | 334.2厘米                           |
| 座艙寬（內） | 314.5厘米                           | 314.5厘米                           |
| 最大起飛重量 | 110,000磅（49,900公斤）             | 121,000磅（54,900公斤）             |
| 滿載航距     | 1,430海里（2,645公里）              | 2,060海里（3,815公里）              |
| 巡航速率     | 0.77馬赫（507英哩，441節，817公里） | 0.77馬赫（507英哩，441節，817公里） |
| 發動機（x2） | 勞斯萊斯（Rolls Royce）BR715-A1-30  | 勞斯萊斯（Rolls Royce）BR715-C1-30  |
| 發動機推力   | 18,500磅（82.3千牛）                | 21,000磅（93.4千牛）                |

資料來源：717 Technical, 717 Airport planning report

## 事件
至2006年為止，總共發生了2宗717的事故，事件中無人傷亡。
- 2000年，穿越航空駕駛艙冒煙，順利降落，無人傷亡。
- 2000年，穿越航空電子系統故障，順利降落，無人傷亡。

## 其他
- 波音在開發完波音707後，跳過了717的名稱，而用波音727為新的三引擎客機命名。因為717乃是波音售予美國空軍KC-135空中加油機的公司內部名稱；同時717也是波音720的初期名稱。
- 穿越航空是717的啟始客戶，也是它的最後一個客戶。
- 717僅生產了156架后停產，使它成為波音進入噴射客機年代後，唯一產量不及一千架的噴氣式商用飛機。

## 外部連結
- Boeing 717 website （页面存档备份，存于）
- 717 List on plane-spotters.net （页面存档备份，存于）
- Aircraft-Info.net - Boeing 717

### 波音产品线
- B707 - B717 - B720 - B727 - B737 - B747 - B757 - B767 - B777 - B787

### 類似機型
- 道格拉斯DC-9
- 麥道MD-80
- 空中客車A318
- 圖波列夫Tu-134
- 福克F100
- BAe-146
- 巴西航空工業E系列
- 龐巴迪C系列（空中客車A220）
- C909